# Yvan Garouel
Yvan Garouel est un acteur et metteur en scène français.
Il a joué aussi bien Claudel que les Monty Python, Anton Tchekhov comme Jean Anouilh, Sophocle comme les matches d'impro de la Ligue d'improvisation française. Mais aussi Molière, Jean Racine, Federico Fellini, Gustave Flaubert, Victor Hugo, Eschyle, Aristophane, Michel de Ghelderode, Claude Seignolle, Sławomir Mrożek, Cyrano de Bergerac.
Il travaille sous la direction de Jean-Paul Roussillon, Patrick Haggiag, Yasmina Reza, Jean-Luc Jeener, Patrice Le Cadre, Junji Fuseya, Denis Chabroullet, Jacques Livchine, François Roy, Yves Pignot, Gil Galliot, Thomas Le Douarec, Jacques Décombe...
En 2001, il participe à la création de Théâtre vivant et travaille dans les pièces et/ou sous la direction de ses coanimateurs Anne Coutureau et Mitch Hooper.
En 2012, il interprète les chansons de Gérard Manset et celles de Richard Desjardins dans un spectacle qui leur est entièrement consacré et qui s'intitule : Garouel, Dautricourt & Dussaux interprètent Gérard Manset & Richard Desjardins.

## Théâtre

### Comédien
- 2000 : L'amour existe de et mis en scène par Mitchell Hooper
- 2002 : Les acteurs sont fatigués d'Éric Assous, mise en scène Jacques Décombe, Comédie Caumartin
- 2003 : Monty Python 2, mise en scène Nathalie Hardouin et Thomas Le Douarec
- 2003-2005 : Le Cercle des menteurs, improvisations au Palais des glaces
- 2005 : L'Envol de et mis en scène par Carlotta Clerici
- 2009 : Ivanov d'Anton Tchekhov, mise en scène Yvan Garouel, Théâtre du Nord-Ouest
- 2010 : La Monnaie de la pièce de Didier Caron et Roland Marchisio, mise en scène Didier Caron, Théâtre Michel
- 2010 : Henri IV, le bien-aimé de Daniel Colas, mise en scène de l'auteur, Théâtre des Mathurins
- 2012 : Garouel, Dautricourt & Dussaux interprètent Gérard Manset & Richard Desjardins à l'Essaïon mise en scène Yvan Garouel.

### Metteur en scène
- 1990 : Zoom avant de et par Lilia[1] au Théâtre Les Blancs Manteaux
- 2003 : Subvention de Jean-Luc Jeener
- 2003 : Tête d'or de Paul Claudel[2]
- 2009 : Ivanov d'Anton Tchekhov, Théâtre du Nord-Ouest
- 2012 : Garouel, Dautricourt & Dussaux interprètent Gérard Manset & Richard Desjardins à l'Essaïon.
- 2018 : Une lune pour les déshérités d'Eugene O'Neill, Théâtre du Nord-Ouest
- 2019 : Ivanov d'Anton Tchekhov, Théâtre du Nord-Ouest

## Filmographie

### Cinéma
- 2005 : Sauf le respect que je vous dois de Fabienne Godet : Un collègue
- 2008 : Lino de Jean-Louis Milesi : L'employé des pompes funèbres
- 2014 : Les Souvenirs de Jean-Paul Rouve : Patrick Esnard

### Courts métrages
- 1994 : One night of hypocrisy
- 1995 : Ah les femmes
- 2012 : Le Bouillon

### Télévision
- 1996 : Imogène (1 épisode, Imogène contre-espionne) de Paul Vecchiali : Commandant Labouche
- 2005 : Les Rois maudits : doublage d'un acteur étranger
- 2006 : Le Bureau (épisode 4) : Aymeric Du Laz, le formateur
- 2015 : Section de recherches (S09E10 La règle du jeu) : le notaire